# روبرت غاردنر (مخرج)
روبرت غاردنر (بالإنجليزية: Robert Gardner)‏ هو عالم إنسان ومخرج أمريكي، ولد في 5 نوفمبر 1925 في بروكلين في الولايات المتحدة، وتوفي في 21 يونيو 2014 في كامبريدج في الولايات المتحدة.

## وصلات خارجية
- الموقع الرسمي
- روبرت غاردنر على موقع IMDb (الإنجليزية)
- روبرت غاردنر على موقع أول موفي (الإنجليزية)
- روبرت غاردنر على موقع قاعدة بيانات الفيلم (الإنجليزية)